# Primula amethystina
Primula amethystina (в переводе с лат. — «Первоцвет аместистовый») — вид цветкового растения рода Первоцвет (Primula) семейства Первоцветные (Primulaceae), произрастающий в Китае. Обычно встречается на западе и северо-западе провинции Юньнань и юго-западе Сычуани, а также за границей в Тибете. Лучше всего растёт на влажной, заболоченной почве.

## Описание
Многолетнее травянистое растение.
Листья гладкие, с зубчатыми или зубчатыми краями и нечёткими черешками.
Имеет до 20 колокольчатых цветков на очень коротких цветоножках, собранные в зонтики на высоких стеблях. Лепестки 1,5 см в поперечнике. Цветы ароматные. Растение получило своё название из-за цветков, розовых в высушенном состоянии, хотя у живых растений они имеют тёмно-фиолетово-синий цвет.

## Таксономия
Вид входит в секцию аметистовых первоцветов Primula sect. Amethystina.

### Дочерние таксоны
Согласно данным GBIF на февраль 2024 года вид имеет три подвида и один дочерний таксон неопределённого ранга:
- Primula amethystina subsp. amethystina (1885) — распространение ограничено Цаншанем[англ.]. Лепестки с зазубренными краями[6].
- Primula amethystina subsp. argutidens (Franch.) W.W.Sm. & H.R.Fletcher (1942) — небольшое нежное растение с глубоко зубчатыми листьями и меньшим количеством цветков, чем у других подвидов. Обычно встречается в северных районах распространения[2].
- Primula amethystina subsp. brevifolia (Forrest) W.W.Sm. & Forrest (1928) — более высокий, крепкий и более широко распространенный. Цветки в числе 3—20 на стеблях длиной до 25 см[2].

## Распространение и среда обитания
Вид впервые был собран на горе Цаншань в Китае. Широко распространён на западе и северо-западе Юньнани, юго-западе Сычуани и за границей в Тибете. Обычно встречается на плато Чжундянь, на влажной дерновой почве, где земля слишком переувлажнена для кассиопей и рододендронов.